# Fabio Parra
Fabio Enrique Parra Pinto (Sogamoso, Boyacá, 22 de noviembre de 1959) es un ciclista colombiano, que hizo parte de la generación de la década de 1980 de su país que se destacó en las grandes vueltas europeas. Por su buen rendimiento en todos los terrenos, fue uno de los ciclistas colombianos que mejor se adaptó a la forma de correr en carreteras europeas. Además de ser un buen escalador, como la mayoría de colombianos de su generación, se desempeñaba bien en el terreno llano y en las pruebas contrarreloj.
Cuenta en su trayectoria con 8 participaciones en el Tour de Francia, obteniendo un podio con su tercer lugar en la edición del 1988, siendo el primer y único latinoamericano en conseguir llegar tan alto en la historia de esta competición hasta el Tour de 2013 con el segundo puesto en el podio de Nairo Quintana. Y Egan Bernal con su primer puesto en el año 2019. Fue también subcampeón de la Vuelta a España de 1989 tras Pedro Delgado, en una de las carreras más disputadas, pues faltando una etapa, el colombiano consiguió el liderato en forma transitoria, perdiendo finalmente la carrera por 35 segundos. Adicionalmente se impuso en varias etapas y obtuvo la camiseta de mejor neoprofesional tanto en la Vuelta a España como en el Tour de Francia, destacándose la victoria en el Tour de 1985 en Morzine la que llegó a la meta junto a su compatriota Luis Herrera, tras una escapada o la victoria en la cronoescalada de la Vuelta a España de 1991, sobre figuras como Pedro Delgado y Miguel Induráin. Participó además en 8 ediciones de la Vuelta a España donde ocupó cuatro veces el quinto puesto y terminó en una ocasión segundo, lo que evidencia su gran regularidad. Consiguió también la camiseta de la montaña y un tercer lugar en la Vuelta a Suiza de 1987, la que perdió por escasos segundos.
En las dos competencias más importante de su país, participó en doce ocasiones en la Vuelta a Colombia con dos triunfos en la clasificación general (1981, 1992), dos segundos lugares (1985, 1989) y siete victorias de etapa, y en el Clásico RCN con una victoria en la clasificación general (1987) tres segundos lugares (1981,1982,1989) y tres triunfos parciales.

## Vida Ciclística

### Inicios
Juvenil
Se inició en el ciclismo a temprana edad y sus primeros resultados aparecieron en 1976, cuando a la edad 17 años ganó la Clásica Salesiana y terminó 4.º en la Clásica Nacional de Turismeros, pruebas para aficionados en su país. Al año siguiente participó en la Vuelta de la Juventud con modestos resultados; sin embargo, en la siguiente edición de 1978 obtuvo el segundo lugar de la general. En 1979, antes de cumplir los 20 años, se coronó campeón de la Vuelta de la Juventud, ganando además la regularidad. En 1979 participó por primera vez en la Vuelta Colombia logrando quedando en el 14.º lugar de la general, quedándose con la Clasificación de Novatos; ese mismo año también inició sus participaciones en el Clásico RCN.
Aficionado
En 1980, mejora su participación en la Vuelta a Colombia, donde además de ocupar la 8.º casilla, logra su primera victoria de etapa en una contrarreloj venciendo al ganador de esa edición, Rafael Antonio Niño. En el Clásico RCN, sufrió un accidente en la 2.º etapa que provocó su retiro. Su debut a nivel internacional lo realizó en la Vuelta a Costa Rica, quedando 2.º en la Clasificación General.
En 1981, con solo 21 años obtiene su primera victoria importante, con el título de la Vuelta a Colombia y obtiene el segundo lugar en el Clásico RCN de ese año, en el cual se cruzó con el también juvenil Luis Herrera en la etapa con llegada al Alto de La Línea en la que Parra y Herrera rompieron el lote, y en la que en el embalaje Parra llegaría 2.º. En la Vuelta a Colombia, Parra ganó la 9.º etapa entre Fresno y Manizales sobre 90 kilómetros de terreno montañoso, edición que se destacó por trayectoria de los participantes, generada por la transición entre el ciclismo de las década de 1970 y la de 1980 y el surgimiento de ciclistas como; Patrocinio Jiménez, Alfonso Flórez, Luis Herrera y Pacho Rodríguez entre otros. El ganador de 6 ediciones de esta carrera y favorito al triunfo, Rafael Antonio Niño, era también el jefe de Filas del mismo equipo de Parra, lo que incrementó la importancia de su triunfo.
En otras competencias menores, es 2.º en la Clásica Boyacá, 3.º en la Vuelta al Táchira, 8.º en la Vuelta Cundinamarca y 11.º en Vuelta a Uruguay en la que además consigue dos victorias de etapa.
Para 1982, los resultados obtenidos por Parra el año anterior los hacían parecer como el sucesor de Cochise y de Niño y aunque partió como favorito para las principales carreras del calendario nacional, repitió el 2.º lugar en el Clásico RCN, esta vez detrás de Luis Herrera. En la Vuelta a Colombia, a pesar de realizar una destacada actuación y de llegar a ubicarse 2.º en la clasificación general, a falta de 2 etapas del final pierde sus opciones terminando en la 9.º casilla de la general y con una victoria de etapa. Aparte de los anteriores resultados queda 4.º en la Vuelta Antioquia ganando una etapa. A nivel internacional es segundo en el Giro de La Valsesia, en Italia.
En 1984, a pesar de un año de ausencia, sus resultados siguen siendo de alto nivel; en primer lugar gana la Vuelta Antioquia más una etapa, después la Vuelta Cundinamarca también más 1 etapa, es 4.º en la Coors Classic en Estados Unidos, ganando la clasificación de la montaña, 5.º en el Clásico RCN y en la Clasificación General de la Vuelta a Colombia es 3.º quedando además 5.º en la regularidad y 3.º en la combinada. Por otro lado participa en los Juegos Olímpicos de Los Ángeles.

### Café de Colombia
Los resultados mostrados por Parra a nivel aficionado hacen que en 1985 sea incluido en el equipo Café de Colombia, conformando un célebre dúo con la otra estrella del ciclismo colombiano del momento Luis Herrera.
A nivel nacional es 2.º en la Vuelta a Colombia a 33 segundos del vencedor y es ganador de la etapa más importante de la carrera entre Armenia e Ibagué con paso por el Alto de La Línea. A nivel internacional deja una muy grata primera impresión quedando 5.º en la Clasificación General de la Vuelta España, resultado muy positivo considerando que era su primera participación en una de las 3 grandes vueltas, lo que derivo en que ganara la clasificación de mejor novato de la Vuelta. En adición a lo anterior es 3.º en la 9.º etapa entre Logroño y Balneario de Panticosa.
En el Tour de Francia de 1985 Luis Herrera consigue el 7.º puesto en la general y la clasificación de la montaña, mientras que Parra gana el 10 de julio la fracción más extensa de la carrera entre Morzine Avoriaz y Lans-en-Vercors sobre 269 Kilómetros, seguido de Luis Herrera, después de que Parra esperara a Herrera para que este puntuara en la montaña. Además de esta etapa, Parra es 4.º el día anterior y 3.º en la 17.º fracción con llegada en Luz Ardiden. Finalmente ocupó la 8.º casilla y ganó la clasificación de novatos.
En 1986, es 8.º en la Vuelta España quedando 3.º en la etapa 17.º entre Jaén y Sierra Nevada, ganador en la Clásica Boyacá y de la clasificación de la montaña de esta carrera.
En 1987, el equipo Café de Colombia arma dos equipos para enfrentar el calendario ciclístico, uno comandado por Herrera y el otro por Parra, el primero encargado de la Vuelta a Colombia y España y el otro del Clásico RCN y la Vuelta a Suiza, para encontrarse ambos en uno solo en el Tour de Francia. Parra gana el Clásico RCN más el prólogo en San Andrés y la contrarreloj en Cali, esta victoria hace de Parra uno de los pocos ciclistas que han ganado todas las carreras del calendario ciclístico colombiano.
En Europa, inicia con la Vuelta a Suiza en la que queda 3.º a solo 7 segundos del vencedor y gana la clasificación de la montaña. En el Tour de Francia de ese año queda 6.º en la general, 4.º en la etapa 18.º, una crono-escalada al Mont Ventoux y 3.º en la etapa 21.º a la Plagne.

### Kelme
El equipo Kelme ve en Parra un ciclista lo suficientemente completo como para ganar una vuelta grande y en 1988 lo ficha como su jefe de filas. A pesar de no conseguir la osada meta, durante su estadía en este equipo; Parra alcanza su más alto nivel, en su primer año Parra asume el calendario nacional como preparación para sus compromisos internacionales y es 7.º en la Clásica Cundinamarca y 4.º en la Vuelta a Colombia. En la Vuelta a España es 5.º y gana la etapa 13.º con llegada Cerler. En el Tour de Francia consigue su mayor éxito deportivo; logrando ocupar el 3.º puesto en la clasificación general final por encima de grandísimas figuras que iniciaron la prueba tales como; Fignon, Breukink, Bugno, Zimmerman, Hampsten, Herrera, Bernard, Kelly, Pensec, Dietzen, Bauer, Induráin, Pino, y Fuerte entre otros.
El éxito de Parra durante esta prueba consistió en su regularidad, pues a pesar de que sufrió una caída en las primeras etapas logró sobreponerse y pasar por las etapas de terreno llano sin perder tiempo relevante respecto de sus rivales. Esto, sumado a su gran momento como escalador hizo que pudiera marcar diferencia sobre el resto de favoritos de cara a la general en la alta montaña, de tal suerte en la etapa 11.º con llegada a Morzine lanzó un ataque muy fuerte al iniciar el Col du Galibier por el que paso en solitario y mantuvo una diferencia sobre el grupo perseguidor que le permitió su 2.º victoria de etapa en la ronda gala. Al día siguiente; en la etapa con llegada a Alp d’huez sin exhibir cansancio por el esfuerzo de la jornada anterior; faltando 2 kilómetros a meta; Parra seguido por Theunisse alcanza a los punteros Rooks y Delgado y seguidamente el colombiano inicia varios ataques que se ven truncados por las motos pertenecientes a la misma organización del Tour de Francia, las que no podían avanzar por la enorme cantidad de aficionados impidiendo otra victoria parcial del colombiano, una vez superado este impase, Rooks fue el más potente y Parra entraría en 4.ª posición. Ambas etapas ponen al de Sogamoso en la 3.ª posición en la general, sin embargo la alegría no duraría mucho pues perdería esta casilla con el Canadiense Steve Bauer al día siguiente en una contrarreloj en ascenso. El colombiano recuperaría su posición en la etapa 15.º con llegada a Luz Ardiden en la que a pesar de realizar numerosos ataques a lo largo de la subida no le alcanzó para escaparse pero si para distanciar a Bauer y otras rivales cercanos entrando en la 9.º casilla. Finalmente mantiene su a raya a sus rivales y conserva el tiempo que lo separa del segundo lugar en las etapas con final en Puy de Dôme y en la última contrarreloj.
El Tour de Francia de 1988 además de traer el resultado más importante en el ciclismo colombiano en lo puramente deportivo, fue una edición llena de controversias pues Pedro Delgado saldría positivo en el control antidopaje luego de la etapa 15.º así como Gert-Jan Theunisse, el Español por probenecid y el Holandés por los altos niveles de testosterona que le acarrearon una sanción de 10 minutos que lo alejaron de los primeros lugares. Sin embargo en el caso de Delgado no se sancionó porque a pesar del Comité Olímpico Internacional ya había prohibido la sustancia, no así la Unión Ciclística Internacional por lo que esta autoridad decidió por intervención del gobierno español prohibir la sustancia a partir de 1990 y pasar por alto el dopaje, esto provocó el despido del director del Tour más tarde ese año. A su vez Steven Rooks confesó a finales de 1999, en el programa de televisión neerlandés Reporter, admitió junto a Maarten Ducrot y Peter Winnen haberse dopado durante su carrera. Rooks dijo haber usado testosterona y anfetaminas durante los 13 años que compitió como profesional. A pesar de lo anterior nunca se le reivindicó a Parra la victoria del Tour 1988.
En 1989, en plan de preparación para la temporada europea; consigue a nivel nacional un 2.º lugar en la clasificación general del Clásico RCN, en el que igualmente ganó la 3.º etapa; una contra-reloj de 30 kilómetros; y fue líder hasta la penúltima fracción la que perdió por un error táctico, distanciándolo finalmente del campeón; el joven Álvaro Mejía por tan solo 4 segundos y en la Vuelta Colombia consigue un resultado más que positivo, logrando además de un 2.º puesto en la general; 2 victorias de etapa; una en la contra-reloj por equipos y la otra en la crono individual.
En España es 10.º en la Semana Catalana y llega a la Vuelta a España, con la firme intención de obtener el triunfo final, a pesar de no lograr el objetivo consigue un muy honroso 2.º lugar en la que se recuerda por ser una de las más reñidas ediciones de la Vuelta al distanciarse los dos primeros por solo 35 segundos. Parra descontó tiempo frente al todopoderoso de España Pedro Delgado, en la subida a los Lagos de Covadonga en la quedó a dos segundos de Delgado en la general, sin embargo perdió tiempo en la cronoescalada a Valdescaray, así como en la Contrarreloj con llegada a Medina del campo. En la penúltima etapa con llegada a destilerías DYC Parra tenía su última oportunidad e hizo todo por aprovecharla, de tal suerte que en el ascenso a Navacerrada se vio un duelo inolvidable entre el español y el colombiano que sirvió para que el suramericano tras varios ataques dejara al español y en el descenso conectara con su coequipero Omar Hernández y el otro colombiano Alberto Camargo, en una espectacular estrategia de parte de Rafa Carrasco, el técnico del Kelme, que le permitió a Parra ser durante algunos minutos líder de la carrera. Sin embargo Delgado logró descontar algunos segundos en el terreno llano y a pesar de que no le dio alcance al trío cafetero no permitió que le arrebataran el título de la Vuelta. Mucho se habló sobre esta etapa pues inexplicablemente el segoviano empezó a recibir ayuda de otros equipos, especialmente del soviético Ivan Ivanov para perseguir a Parra, ayuda que resultó ser esencial para la victoria final del español. Al día siguiente; antes de iniciar el paseo por la castellana; una cámara captó el momento en el que Delgado entrega un sobre a Ivanov sobre el que mucho se especuló. Para el momento los resultados lo reafirman como uno de los mejores del mundo haciéndolo uno de los favoritos para el Tour de Francia, sin embargo su equipo sufre varias deserciones a lo largo de la carrera incluida la de él mismo.
En 1990, en su último año en Kelme; Parra es 5.º en la Vuelta España con un 2.º lugar, detrás de su coequipero el también Colombiano Martín Farfán, en la etapa con llegada a Cerler en la que ya había triunfado dos años atrás. Es 5.º en el Dauphine Libere y 13.º en el Tour de Francia, edición que no le favoreció por la poca montaña, una escapa que logró poner 4 ciclistas dentro de los 10 primeros de la general final y el tiempo perdido en la contrarreloj por equipos, sin embargo; el colombiano mostró su clase en solitario en la alta montaña particularmente en las etapas con final en Alp d’huez pasando por el Galibier en el que alcanzó al grupo líder y también terminó 5.º, en la fracción que finalizó en Villard de Lans donde ocupó la 6.ª posición y en la etapa con llegada a Luz Ardiden cruzando por el Tourmalet en la que volvió a llegar 5.º, siempre acompañando a los punteros.

### Seguros Amaya
En 1991, Parra es fichado por el equipo español Seguros Amaya como su Jefe de Filas junto al bejarano Laudelino Cubino. Este año es 5.º en la Vuelta a España y logra imponerse por primera vez en una contra reloj en Europa, esta vez con llegada en ascenso en Valdescaray, así mismo vuelve a ser 2 en la etapa con llegada en Cerler y logra el 2.º lugar en la Clasificación de la montaña. En el Tour de Francia sufre una aparatosa caída que lo hace retirar en las primeras etapas. A nivel nacional es 4.º en la Vuelta a Colombia.
En 1992, en su último año como profesional se despide del ciclismo ganando nuevamente la Vuelta a Colombia, y adicionalmente la penúltima etapa; como solía ser costumbre en modalidad contra el cronómetro. Así mismo, es 7.º en la Vuelta a España y su escuadra gana la clasificación por equipos.

## Palmarés
| 1979 - Vuelta de la Juventud de Colombia - 2.º en la Vuelta a Costa Rica 1981 - Vuelta a Colombia, más 1 etapa 1984 - 3 etapas en la Vuelta a Colombia - Vuelta a Cundinamarca - Vuelta a Antioquia, más 1 etapa - 2.º en el Campeonato Panamericano en Ruta 1985 - 1 etapa del Tour de Francia y mejor joven - Vuelta a Cundinamarca - Mejor joven de la Vuelta a España - Campeonato de Colombia de ciclismo en ruta 1986 - Vuelta a Boyacá | 1987 - 3.º en la Vuelta a Suiza, - Clásico RCN, más 2 etapas 1988 - 3.º en la Vuelta a Boyacá - 3.º en el Tour de Francia, más 1 etapa - 1 etapa de la Vuelta a España 1989 - 2.º en la Vuelta a España - 2 etapas de la Vuelta a Colombia - 1 etapa del Clásico RCN 1991 - 1 etapa Vuelta a España 1992 - Vuelta a Colombia, más 1 etapa |

## Resultados en Grandes Vueltas
| Carrera | Carrera         | 1984 | 1985 | 1986 | 1987 | 1988 | 1989 | 1990 | 1991 | 1992 |
| ------- | --------------- | ---- | ---- | ---- | ---- | ---- | ---- | ---- | ---- | ---- |
|         | Giro de Italia  | —    | —    | —    | —    | —    | —    | —    | —    | —    |
|         | Tour de Francia | —    | 8.º  | Ab.  | 6.º  | 3.º  | Ab.  | 13.º | Ab.  | Ab.  |
|         | Vuelta a España | —    | 5.º  | 8.º  | —    | 5.º  | 2.º  | 5.º  | 5.º  | 7.º  |

### Clásicas, Campeonatos y JJ. OO.
| Carrera          | Carrera          | 1984 | 1985          | 1986          | 1987          | 1988 | 1989          | 1990          | 1991          | 1992 |
| ---------------- | ---------------- | ---- | ------------- | ------------- | ------------- | ---- | ------------- | ------------- | ------------- | ---- |
| JJ. OO. (Ruta)   | JJ. OO. (Ruta)   | 21.º | No se disputó | No se disputó | No se disputó | —    | No se disputó | No se disputó | No se disputó | —    |
| Mundial en Ruta  | Mundial en Ruta  | —    | —             | —             | —             | Ab.  | Ab.           | —             | —             | —    |
| Colombia en Ruta | Colombia en Ruta | —    | 1.º           | —             | —             | —    | —             | —             | —             | —    |

—: No participa 

Ab.: Abandona 

X: No se disputó

## Equipos
- Café de Colombia (1985-1987)
- Kelme (1988-1990)
- Amaya Seguros (1991-1992)